# Saija
 I Saija (o anche Epena) sono un gruppo etnico della Colombia, con una popolazione stimata di circa 3500 persone (1992). Questo gruppo etnico è per la maggior parte di fede animista e parla la lingua Embera-saija (codice ISO 639: SJA).
Vivono sulle coste del Pacifico, nei dipartimenti di Cauca, Nariño e Chocó.